# TruPrevent Technologies
TruPrevent Technologies, sono una serie di tecnologie  sviluppate da Panda Security per una protezione proattiva a casa e nelle aziende, in opposizione ai prodotti tradizionali come gli antivirus che offrono una protezione reattiva.
Truprevent Technologies offre una generica protezione contro molte tecniche  comunemente usate dal nuovo malware, e politiche e regole sviluppate sulle nuove vulnerabilità che appaiono ogni giorno.

## Prodotti che implementano TruPrevent
- Panda Antivirus
- Panda Antivirus+Firewall/Panda Titanium
- Panda Internet Security/Panda Platinum
- Panda AdminSecure
- Panda ClientShield with TruPrevent Technologies
- Panda FileSecure with TruPrevent Technologies
- TruPrevent Personal
- Panda ActiveScan and Panda ActiveScan Pro
- Panda NanoScan and Panda TotalScan